# عيد الميلاد الدموي (1963)

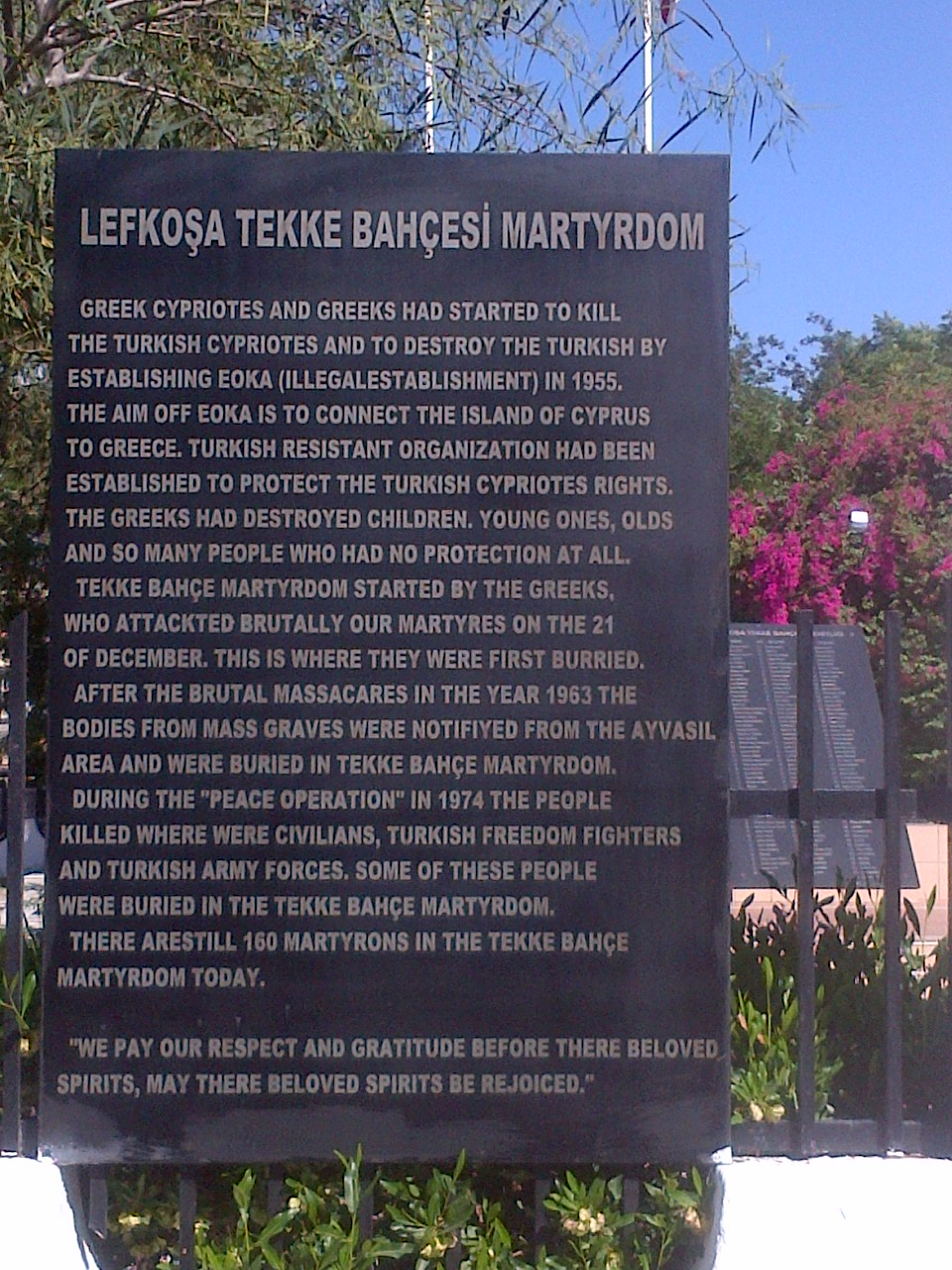
The image is related to the "Bloody Christmas" massacre in December 1963, where many Turkish Cypriots who were killed during the attacks were buried at the Tekke Bahçesi Cemetery.

عيد الميلاد الدموي (بالتركية: Kanlı Noel)‏ مصطلح يستخدم بشكل رئيسي، ولكن ليس حصري، في التأريخ القبرصي التركي والتركي، في إشارة إلى اندلاع العنف الطائفي بين القبارصة اليونانيين والقبارصة الأتراك خلال أزمة قبرص في الفترة من 1963 إلى 1964، في ليلة 20-21 ديسمبر عام 1963 والفترة اللاحقة من العنف على مستوى الجزيرة والذي بلغ حد الحرب الأهلية. أدى العنف إلى مقتل 364 من القبارصة الأتراك و 174 من القبارصة اليونانيين. هرب حوالي 25000 قبرصي تركي من 104 قرية، أي ما يعادل ربع سكان القبارصة الأتراك، وتم تهجيرهم إلى الجيوب. وتعرضت آلاف منازل القبارصة الأتراك للنهب أو التدمير الكامل. كما تم تهجير حوالي 1200 من القبارصة الأرمن و 500 من القبارصة اليونانيين. وأدى العنف إلى إنهاء تمثيل القبارصة الأتراك في جمهورية قبرص. لم يتم استخدام مصطلح عيد الميلاد الدامي في التأريخ الرسمي للقبارصة اليونانيين واليونانيين، الذي يؤكد أن اندلاع العنف كان نتيجة تمرد القبارصة الأتراك (توركانتارسيا) ضد الحكومة الشرعية لجمهورية قبرص.

## خلفية
تأسست جمهورية قبرص كدولة وحدوية ثنائية الطائفتين في عام 1960. ولم تكن أي من الطائفتين سعيدة بهذا الوضع حيث اعتقد القبارصة اليونانيون أنه من حقهم توحيد قبرص مع اليونان بينما كان القبارصة الأتراك يناضلون من أجل التقسيم. بعد عامين من الهدوء النسبي، في نوفمبر 1963، تصاعدت حدة التوترات عندما اقترح الرئيس والمطران مكاريوس الثالث 13 تغييرًا دستوريًا قوبل بغضب من القبارصة الأتراك. 

## الأحداث

### 21 ديسمبر: الاندلاع
وقع الحادث الذي أشعل فتيل أحداث عيد الميلاد الدامي في الساعات الأولى من يوم 21 كانون الأول / ديسمبر 1963. وطالبت الشرطة القبرصية اليونانية التي تعمل داخل أسوار مدينة نيقوسيا القديمة بالاطلاع على أوراق هوية بعض القبارصة الأتراك الذين كانوا عائدين إلى ديارهم في سيارة أجرة من إحدى الأمسيات خارجاً. عندما حاول ضباط الشرطة تفتيش النساء في السيارة، اعترض السائق واندلعت مشادة. سرعان ما تجمع حشد من الناس وأطلقت أعيرة نارية.   بحلول الفجر، قُتل اثنان من القبارصة الأتراك وأصيب ثمانية آخرون من القبارصة اليونانيين والأتراك. 

### 21 ديسمبر إلى 23 ديسمبر
بعد إطلاق النار، تجمعت حشود من القبارصة الأتراك في الجزء الشمالي من نيقوسيا، بقيادة منظمة المقاومة التركية. وفي 22 كانون الأول / ديسمبر، عُقدت جنازات القبارصة الأتراك القتلى دون وقوع حوادث.  ومع ذلك، اندلع إطلاق نار مساء يوم 22 ديسمبر. تجولت سيارات مليئة بالقبارصة اليونانيين المسلحين في شوارع نيقوسيا وأطلقت النار عشوائياً، وأطلق القبارصة الأتراك النار على سيارات الشرطة التي كانت تقوم بدوريات. أطلق قناصة القبارصة الأتراك النار من مآذن وسطح فندق ساراي في ساحة سارايونو. وانتشر إطلاق نار في الضواحي ولارنكا.  قطعت الإدارة القبرصية اليونانية خطوط الهاتف والتلغراف عن الأحياء القبرصية التركية في مدينة نيقوسيا وسيطرت الشرطة على مطار نيقوسيا الدولي.  تم تنشيط المجموعات شبه العسكرية اليونانية بقيادة نيكوس سامبسون وفاسوس ليساريدس. 
في 23 ديسمبر، تم الاتفاق على وقف إطلاق النار من قبل مكاريوس الثالث وقيادة القبارصة الأتراك. ومع ذلك، استمر القتال واشتد في نيقوسيا ولارنكا. تم إطلاق نيران الرشاشات من المساجد في المناطق التي يقطنها سكان تركيا. وفي وقت لاحق في 23 كانون الأول / ديسمبر، ارتكب قبارصة يونانيون غير نظاميين بقيادة سامبسون مذبحة أومورفيتا حيث هاجموا الضاحية وقتلوا القبارصة الأتراك، بمن فيهم النساء والأطفال بشكل عشوائي على ما يبدو. تم طرد سكان الحي القبارصة الأتراك من منازلهم. 

### أحداث لاحقة
وتم تدنيس عدد من المساجد والأضرحة وغيرها من أماكن العبادة القبرصية التركية. 
هاجم القبارصة اليونانيون غير النظاميين القبارصة الأتراك في قريتي ماتياتيس المختلطة في 23 كانون الأول / ديسمبر وأيوس فاسيليوس في 24 كانون الأول / ديسمبر.  فر جميع سكان ماثياتيس القبارصة الأتراك، البالغ عددهم 208 شخص، إلى قرى قبرصية تركية قريبة.
أبلغ هاري سكوت جيبونز، وهو مراسل في قبرص في ذلك الوقت، عن مقتل 21 مريضًا قبرصيًا تركيًا من مستشفى نيقوسيا العام عشية عيد الميلاد. وقد اعتبر هذا الأمر حقيقة في رواية القبارصة الأتراك، لكنه محل خلاف في الرواية القبرصية اليونانية. وكشف تحقيق أجراه مصدر قبرصي يوناني «موثوق للغاية» في الحادث أن ثلاثة من القبارصة الأتراك ماتوا، توفي منهم أحدهم بنوبة قلبية بينما قتل الآخران برصاص «مريض نفسي وحيد». 
وصدرت دعوة مشتركة للتهدئة في 24 ديسمبر من قبل حكومات تركيا واليونان والمملكة المتحدة.
بينما كانت قبرص تنهار، أنشأت اليونان وتركيا وبريطانيا، بموافقة مكاريوس، قوة هدنة مشتركة تحت قيادة الجنرال بيتر يونغ، والتي كان هدفها الحفاظ على القانون والنظام والسلام في قبرص، أو بالأحرى إعادة ترسيخهما. وبحلول 31 كانون الأول / ديسمبر، قُتل 49 من القبارصة الأتراك و 20 من القبارصة اليونانيين وفقد 30 و 4 من القبارصة الأتراك واليونانيين على التوالي. وعلاوة على ذلك، فإن بعض القبارصة الأتراك الذين فروا من منازلهم لتجنب العصابات شبه العسكرية القبرصية اليونانية القاتلة ووجدوا مأوى في القرى التركية الوحيدة في الجانب الشمالي من قبرص – واحدة من أولى الخطوات نحو التقسيم. 
عقد م في لندن في يناير بين طرفي الأحداث، وفشل بسبب المواقف المتطرفة من قيادة القبارصة اليونانيين والأتراك. 
تشير جمهورية قبرص إلى أنه في الفترة ما بين 21 كانون الأول / ديسمبر 1963 و 10 آب / أغسطس 1964، قُتل 191 من القبارصة الأتراك وفُقد 173 شخصاً يُفترض أنهم قتلوا، بينما عانى القبارصة اليونانيون 133 قتيلاً و 41 في عداد المفقودين، ويُفترض أنهم قتلوا.  بشكل عام، قُتل 364 من القبارصة الأتراك و 174 من القبارصة اليونانيين في نزاع 1963-64.  هجر حوالي 25000 قبرصي تركي من 104 قرى مختلفة منازلهم. وتتألف هذه القرى من 72 قرية مختلطة و 24 قرية قبرصية تركية تم إخلاؤها بالكامل و 8 قرى مختلطة تم إجلاؤها جزئيًا. وبلغ النزوح ربع السكان القبارصة الأتراك. كما شُرد ما يقرب من 1200 قبرصي أرميني و 500 قبرصي يوناني.
تعرض معظم الممتلكات التي تخلى عنها القبارصة الأتراك للنهب والتلف والحرق والتدمير على أيدي القبارصة اليونانيين. حدد تقرير للأمم المتحدة عام 1964 استخدم صورًا جوية أنه تم تدمير ما لا يقل عن 977 منزلًا للقبارصة الأتراك وأن 2000 منزل قبرصي تركي قد تعرض لأضرار جسيمة والنهب.  تقرير الأمين العام للأمم المتحدة الصادر في 10 سبتمبر 1964 يوضح أن عدد المنازل المدمرة هو 527 وعدد المنازل المنهوبة بـ 2000 منزل. وشمل ذلك 50 منزلاً مدمراً كلياً و 240 منزلاً مدمراً جزئياً في أومورفيتا والضواحي المجاورة، و 38 منزلاً مدمراً كلياً و 122 منزلاً ومتجراً مدمراً جزئياً في مدينة بافوس. 

#### قبر جماعي في أجيوس فاسيليوس
تم استخراج رفات مقبرة جماعية في أجيوس فاسيليوس في 12 يناير 1964 بحضور المراسلين الأجانب وضباط الجيش البريطاني ومسؤولين من الصليب الأحمر الدولي. تم العثور على جثث 21 قبرصياً تركياً في هذا القبر.  يُفترض أنهم قُتلوا في أو بالقرب من أجيوس فاسيليوس في 24 ديسمبر 1963. وقد تحقق المراقبون من أن عددًا من الضحايا تعرضوا للتعذيب على ما يبدو، وأنه تم إطلاق النار عليهم بعد تعرض أيديهم وأرجلهم للربط.  
ثم ربطت لجنة تحقيق بقيادة محققين بريطانيين مستقلين الحادث بالاختفاء الظاهري لمرضى قبارصة أتراك في مستشفى نيقوسيا العام، لكن لم يتم تحديد إلا بعد عقود من مقتل العديد من الجثث في مكان آخر، وتم تخزينها في المستشفى لمدة بينما ثم الدفن في أجيوس فاسيليوس.  ومع ذلك، كان العديد من سكان القرية من بين القتلى على يد القبارصة اليونانيين. ودفنت السلطات القبرصية التركية الجثث التي تم إخراجها في ساحة مولفي تيكي في نيقوسيا. تم استخراج الجثث في 2010 من قبل لجنة الأشخاص المفقودين، وتم التعرف على القرويين الثمانية في أجيوس فاسيليوس ودفنهم بشكل فردي. 

## ذكرى
من المقبول عمومًا على جانبي الجزيرة أن الحدث ليس مناسبة للاحتفال، وأهم من ذلك ارتباطه بمسألة العنف بين الطوائف وما أدى إليه، وأكثر من ذلك من خلال سلسلة الأحداث المأساوية الخاصة به.  وغالبًا ما يُنظر إليه أيضًا على أنه يساهم في انعكاسات أن جزيرة قبرص لا تزال مقسمة بعد أكثر من 50 عامًا، وهو تذكير دائم لكلا الجانبين بأنه لم يكن هناك أي إنجاز مجتمعي مشترك منذ ذلك الحين، وبالتالي يمكن رؤيته من قبل كثير من الوقت للتفكير ومحاولة إيجاد حل للأجيال القادمة. 
يحتفل القبارصة الأتراك سنويًا ورسميًا بذكرى عام 1963 باسم "Kanlı Noel" (عيد الميلاد الدامي) في 21 ديسمبر، كمأساة جماعية لا يحتفل بها القبارصة اليونانيون رسميًا.  احتفل القبارصة الأتراك بالذكرى السنوية على أنها "أسبوع الذكرى" وكفاح "الشهداء" في الفترة من 1963 إلى 1974 "، ويأتي بعد يوم استقلال الجمهورية التركية لشمال قبرص، الذي يصادف في 15 نوفمبر ويتميز باحتجاجات في جنوب الجزيرة.
هناك من يرى في كلا الجانبين هذه الاحتفالات أو عدم وجودها على أنها قضايا للخلاف خلال محادثات السلام القبرصية. وكثيرا ما تتعارض هذه العناصر التي تؤدي إلى تعزيز عقلية الصراع، في كثير من الأحيان مع الإيماءات العامة القليلة التي يقوم بها المسؤولون الأتراك والقبارصة اليونانيون والتي تشير إلى إمكانية إعادة التوحيد.

## الرأي الرسمي القبرصي اليوناني
وصفت عالمة الأنثروبولوجيا أولغا ديميتريو الخطاب الرسمي القبرصي اليوناني فيما يتعلق بأحداث عيد الميلاد الدامي بأنه "يوازي إلى حد ما استراتيجيات الإنكار التي، على سبيل المثال، وإن كانت في شكل فظ، تعتمد على معركة فان في عام 1915 لتقديم الأرمن كمعتدين. ضد الأتراك وتنفي الإبادة الجماعية ". ووفقًا لديميتريو، لا يزال هذا ينعكس في كتب التاريخ القبرصي اليوناني الدراسية حتى اليوم، وله تأثير تقديم القبارصة اليونانيين على أنهم ضحايا العدوان القبرصي التركي، على الرغم من أن غالبية الضحايا كانوا من القبارصة الأتراك. وبحسب يانيس باباداكيس، تصف الكتب المدرسية للقبارصة اليونانيين الستينيات بأنها "فترة عدوان من قبل" الأتراك "(تركيا والقبارصة الأتراك) ضد" اليونانيين"، على الرغم من تكبد القبارصة الأتراك خسائر أكبر في الصراع.  تم استخدام هذا من قبل جمهورية قبرص لإضفاء الشرعية على انتهاكات حقوق الإنسان ضد القبارصة الأتراك، وتعليق حقوقهم السياسية، وحتى عام 2003، استبعاد القبارصة الأتراك من تأطير الأشخاص المفقودين من قبل جمهورية قبرص. في عام 2004، قال الرئيس القبرصي اليوناني تاسوس بابادوبولوس في مقابلة أنه لم يُقتل أي من القبارصة الأتراك بين عامي 1963 و1974. ظهر رد فعل على هذا الادعاء في وسائل الإعلام اليونانية والقبرصية التركية،  حيث وصفت بعض وسائل الإعلام القبرصية اليونانية ادعاء بابادوبولوس كذبة صارخة.
ويدعي ديميتريو كذلك أن استخدام مصطلح «التمرد التركي» (توركانتارسيا) لوصف أحداث 1963-1964 يساهم في سرد القبارصة اليونانيين بأن مشكلة قبرص بدأت في عام 1974، والتي تشرد بموجبها القبارصة اليونانيون والقبارصة الأرمن في عام 1963 - 64 لا يتم تصنيفهم على أنهم «لاجئون» ولكن «أولئك الذين ضربهم الأتراك» (توركوبليهتوي). [38]